# Лесная Дача (Луганская область)
Лесная Дача — посёлок на Украине в составе Северодонецкого горсовета Луганской области. Код КОАТУУ — 4412990001. На севере граничит с Северодонецком, на юге — с посёлком Сиротино.
В 1980-х годах в посёлке проживало около 20 человек. По данным 2006 года в посёлке проживало 23 человека.
В посёлке расположен храмовой комплекс, сооружённый в 1996—2000 годах. В его состав входят Крестовоздвиженский храм и храм иконы Божьей Матери «Взыскание погибших».